# Gauern
Gauern est une commune rurale de Thuringe (Allemagne), située dans l'arrondissement de Greiz. Elle fait partie de la 'Communauté d'administration Ländereck (Verwaltungsgemeinschaft Ländereck).

## Géographie

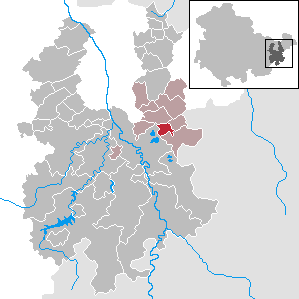
Situation de la commune (en rouge) dans l'arrondissement

Gauern est située au nord-est de l'arrondissement. La commune appartient à la communauté d'administration Ländereck et se trouve à 20 km au sud-est de Gera et à 24 km au nord de Greiz, le chef-lieu de l'arrondissement.
Communes limitrophes (en commençant par le nord et dans le sens des aiguilles d'une montre) : Linda b. Weida, Braunichswalde, Seelingstädt et Berga/Elster.

## Histoire
La première mention écrite du village de Gauern date de 1363.
Gauern a fait partie du Duché de Saxe-Altenbourg (cercle oriental, ostkreis) jusqu'en 1918 et la commune a rejoint le land de Thuringe en 1920 (arrondissement de Gera). Après la seconde Guerre mondiale, elle est intégrée à la zone d'occupation soviétique puis à la République démocratique allemande en 1949 au district de Gera (arrondissement de Gera).

## Démographie
Commune de Gauern dans ses dimensions actuelles :
| 1910 | 1933 | 1939 | 1995 | 2000 | 2005 | 2010 |
| ---- | ---- | ---- | ---- | ---- | ---- | ---- |
| 312  | 340  | 299  | 140  | 149  | 142  | 129  |

## Communications
La commune est traversée par la route régionale L2336 qui la relie à Wünschendorf-sur-Elster et Werdau.